# Bogskär
Bogskär is een groepje van drie minieme rotseilandjes in de Oostzee in het uiterste zuiden van de Ålandseilanden. Het is het zuidelijkste stukje grondgebied van Finland, en behoort tot de gemeente Kökar van de autonome regio Åland. De afstand tot de meest nabijgelegen bewoonde plaatsen bedraagt ruim 50 km.
Bogskär ligt zo afgelegen dat het tot 1995 buiten de territoriale wateren van Finland viel, en een eigen territoriale zone had. Dat veranderde toen de viermijlszone werd uitgebreid tot de twaalfmijlszone.

## Vuurtoren

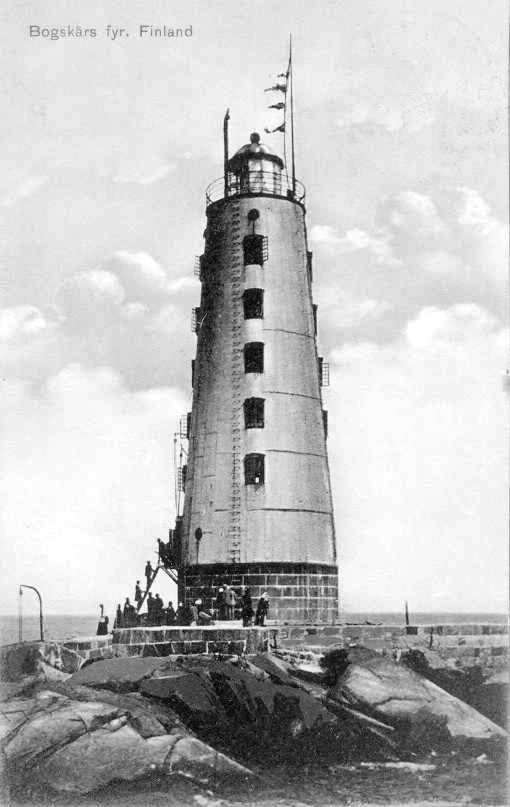
De eerste vuurtoren van Bogskär

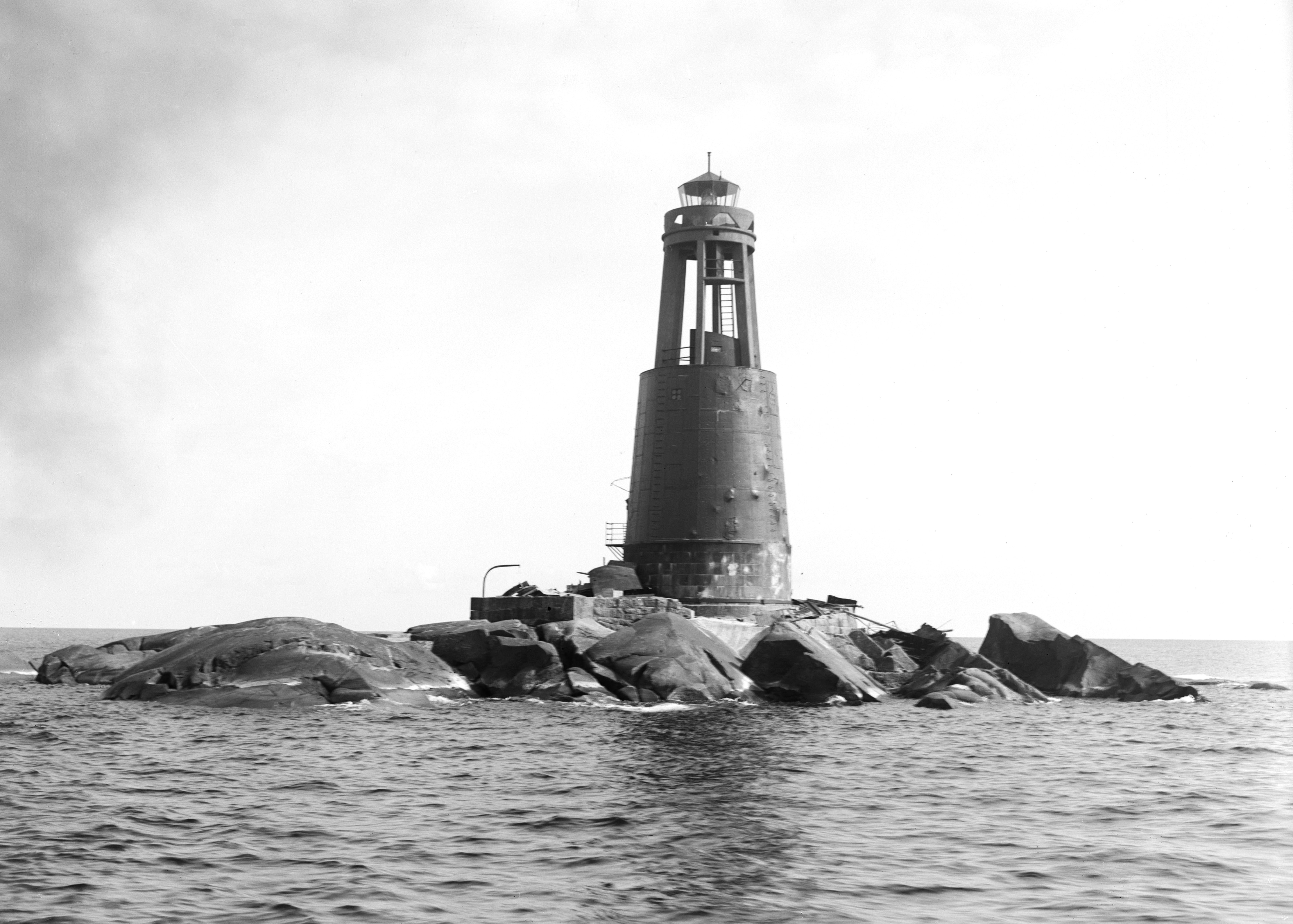
De toren in 1922

In 1851 werd door de Zweden op Stora Bogskär, het oostelijke eilandje, een 5,4 meter hoge stenen pilaar gebouwd, waarop echter nog geen licht scheen.
In 1880 werd op Bogskär de eerste, 25 meter hoge echte vuurtoren gebouwd; ditmaal op het meest westelijke eilandje. De bouw kende veel tegenslagen door storm en ijsgang, en hij kwam pas op 29 augustus 1882 klaar. Deze toren was gemaakt van ijzer op een 3 meter hoge gemetselde stenen sokkel. Hij was rood geverfd en had 7 etages. De bemanning bestond uit 9 mensen die afwisselend op het eiland dienst hadden. In 1889 werd de toren door een winterstorm beschadigd. Ter versterking werd in 1894 de holle ruimte tussen de binnen- en buitenwand tot aan de derde etage gevuld met beton. In 1905 werd op de toren een draadloze telegraaf geplaatst, waarmee contact kon worden gelegd met passerende schepen.

In 1915, in de Eerste Wereldoorlog, werd de vuurtoren onherstelbaar vernietigd door de Duitse marine.
In 1922 werd op de oude fundamenten een nieuw, automatisch werkend licht geplaatst.
In 1981 werd deze verbouwd tot de huidige, 22 meter hoge, onbemande, wit-blauwe betonnen vuurtoren, en uitgebreid met een helipad. De vuurtoren werkt nu op zonne-energie.